# 渡り鳥 はぐれ鳥
「渡り鳥 はぐれ鳥」（わたりどり はぐれどり）は、新田一郎作曲・三浦徳子作詞による日本の歌曲。新田が1983年11月21日にリリースしたアルバム『三番・KOTOBUKI』に収録されたのち、沢田研二によってカバーされ、1984年4月25日に沢田の42枚目のシングルとして発売された。
新田のバージョンは1984年5月21日にシングルカットされているほか、同曲の「Live Version」（ライブ・バージョン）が同日リリースの新田のアルバム『四番・福助』に収録されている。

## 沢田研二盤
- 同年発売のアルバム『NON POLICY』先行シングルで、1981年の「渚のラブレター」以来共演を続けていたバンド・エキゾティクスとの最後のシングルとなった。
- 作曲家・新田一郎がかつて所属した「スペクトラム」のテイスト同様ホーンサウンドが大きく取り入れられており、エキゾティクスに加えて「BRASSTICS」というホーンセクションがクレジットされている。
- 第3回メガロポリス歌謡祭・特別賞を受賞。

### 収録曲
1. 渡り鳥 はぐれ鳥 - WATARI-DORI HAGURE-DORI
  - 作詞：三浦徳子／作曲：新田一郎／編曲：井上鑑
2. New York Chic Connection（ニュー・ヨーク・シック・コネクション）
  - 作詞・作曲：大沢誉志幸／編曲：井上鑑

### 参加ミュージシャン
- 沢田研二 - ボーカル
- エキゾティクス
  - 西平彰 - キーボード
  - 上原裕 - ドラムス
  - 吉田建 - ベース
  - 柴山和彦 - ギター

## 新田一郎盤

### 収録曲
1. 渡り鳥はぐれ鳥
  - 作詞：三浦徳子／作曲：新田一郎／編曲：笹路正徳
2. 流星City
  - 作詞：小林和子／作曲：新田一郎／編曲：難波弘之・新田一郎